# 密輸 1970
『密輸 1970』（みつゆ いちきゅうななぜろ、原題：밀수、英題：Smugglers）は、2023年公開の韓国映画。監督はリュ・スンワン。主演はキム・ヘスとヨム・ジョンア。
1970年代に群山市で横行した密輸に地元の海女たちが加わっていたという事実を元にして作られた。青龍映画賞で最優秀作品賞を、大鐘賞で最優秀監督賞を受賞した。

## キャスト
※括弧内は日本語吹替。
- キム・ヘス - チュンジャ（三浦冴子）
- ヨム・ジョンア - ジンスク（真壁かずみ）
- チョ・インソン - クォン（竹内想）
- パク・ジョンミン - ドリ（庄司然）
- キム・ジョンス - ジャンチュン（小柳基）
- コ・ミンシ - オップン（北﨑ひとみ）

## スタッフ
- 監督：リュ・スンワン
- 脚本：リュ・スンワン、キム・ジョンヨン、チェ・チャウォン
- 音楽：チャン・ギハ
- 撮影：チェ・ヨンファン
- 編集：イ・カンヒ
- 美術：イ・フギョン
- 製作会社：外柔内剛
- 配給：ネクスト・エンターテインメント・ワールド

## 主な挿入曲
- パール・シスターズ「님아」
- キム・トリオ「연안부두」
- キム・ジョンミ「바람」
- チェ・ホン「앵두」[注 1]
- ソン・デグァン「陽が昇る日（해뜰날）」
- 韓大洙「하루아침」
- 李銀河「밤차」
- サヌルリム「내 마음에 주단을 깔고」
- パク・ギョンヒ「머무는 곳 그 어딜지 몰라도」
- フランコ・ロマーノ＆ナミ
  - 「행복」
  - 「미운정 고운정」
- キム・チュジャ
  - 「ベトナム帰りのキム上司（월남에서 돌아온 김상사）」
  - 「無人島（무인도）」

## 受賞
- 第44回青龍映画賞
  - 作品賞
  - 助演男優賞（チョ・インソン）
  - 新人女優賞（コ・ミンシ）
  - 音楽賞（チャン・ギハ）

- 第59回大鐘賞
  - 監督賞
  - 撮影賞（チェ・ヨンファン）

- 第28回春史映画芸術賞
  - 主演女優賞（キム・ヘス）
  - 助演男優賞（キム・ジョンス）
  - 新人女優賞（コ・ミンシ）

- 第60回百想芸術大賞
  - 助演男優賞（キム・ジョンス）